# Muara Rungga
Muara Rungga is een bestuurslaag in het regentschap Empat Lawang van de provincie Zuid-Sumatra, Indonesië. Muara Rungga telt 649 inwoners (volkstelling 2010).